# Naftamaskin

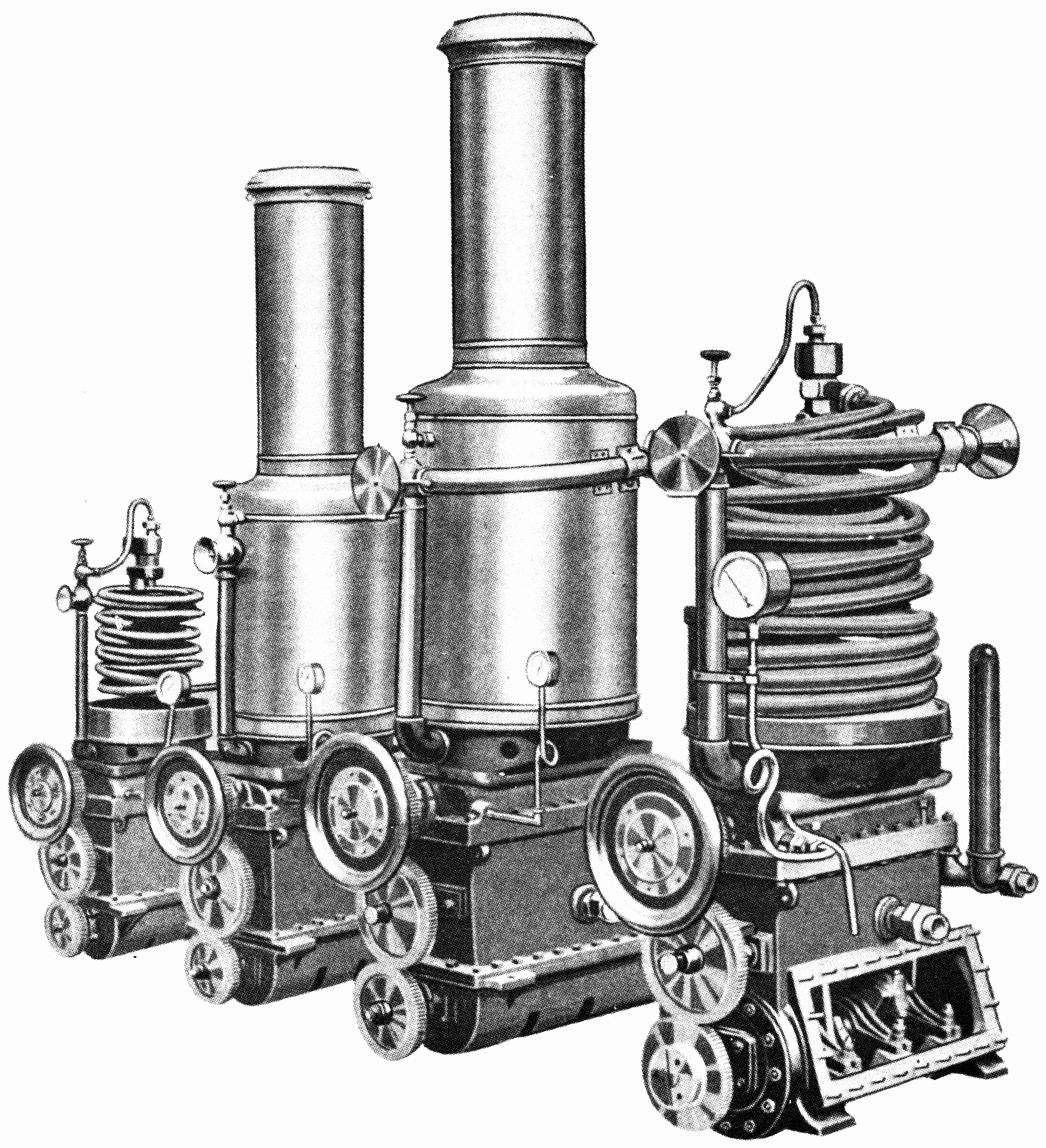
Escher Wyss serie av naftamaskiner om 2, 4 respektive 6 hästkrafter i en katalog, troligen inför världsutställningen 1889 där maskinerna deltog. Den högra maskinen är en 6 hästkrafters marinvariant för små örlogsslupar, där pannsvep och skorsten är avlyft samt vevhuslocket öppnat.

En naftamaskin är en typ av värmemotor med extern förbränning där nafta (råbensin) eller liknande petroleumprodukter används både som bränsle och arbetsmedium. Detta skiljer naftamaskinen från de flesta andra typer av värmemotorer, där olika ämnen används som bränsle respektive arbetsmedium. I exempelvis en ångmaskin är det ånga (vatten) som är arbetsmedium, medan bränslet kan vara kol (bränsle), koks, olja eller något annat.
Naftamaskinen användes som framdrivningsmaskin i en typ av mindre fartyg som kallades naftaslupar och som förekom under en ganska kort tid innan förbränningsmotorer fanns tillgängliga i lämplig storlek och med lämpliga prestanda. Naftaslupar byggdes framför allt under 1880- och 1890-talen. Naftamaskinen hade viss likhet med de ångmaskiner som vid samma tid och strax innan användes för ångslupar.
I USA fick naftaslupar en viss popularitet på grund av lagkrav på att alla ångfartyg, oavsett storlek, skulle ha en licensierad ångmaskinist ombord. Dessa krav infördes efter ett antal pannexplosioner ombord på ångfartyg och utgjorde inga problem för större kommersiella ångfartyg. Kravet var dock mycket opraktiskt för mindre båtar, och därför blev naftaslupar ett populärt alternativ till ångslupar, eftersom dessa var lagliga att framföra utan en licensierad maskinist.

## Funktion
En värmemaskins maximala verkningsgrad bestäms av temperaturskillnaden mellan de varma och kalla delarna av värmemaskinens arbetsprocess, de temperaturer som arbetsmediumet växlar mellan. Ju större temperaturskillnad, desto högre verkningsgrad. En nackdel med en ångmaskin är att vattenånga kondenserar vid 100 °C, vilket är en bra bit över omgivningens temperatur som ofta är 10 °C till 30 °C. Den värmeskillnaden förloras om avloppsångan från maskinen går ut i skorstenen, vilket försämrar verkningsgraden.. 
Naftamaskinen är ett exempel på när en annan vätska än vatten används som arbetsmedium. I detta fall används ett petroleumdestillat som är rent och ej koksbildande, exempelvis råbensin (nafta) eller fotogen. Om detta arbetsmedium har en lägre kokpunkt än vatten finns förutsättningar för att uppnå en högre verkningsgrad. En annan fördel jämfört med en ångmaskin är att maskinen också kan smörjas via arbetsmediet, i likhet med slutna kylmaskiner, exempelvis de i kylskåp. Ånga från naftamaskinens panna kan även användas som bränsle i eldstaden. Det allra mesta av ångan återanvänds dock till nästa arbetscykel i maskinen, genom att tillvaratas i en kondensor och sedan pumpas tillbaka till pannan för att hettas upp till nytt. Den råbensin som kom till användning i naftamaskiner hade en kokpunkt på runt 70 °C vid atmosfärstryck i stället för 100 °C för vatten. Ångtrycket hos kolväten stiger betydligt långsammare med temperaturen än för vatten, på grund av lägre ångbildningsvärme, vilket också kan förenkla utformningen av värmeväxlardelarna i maskinen.

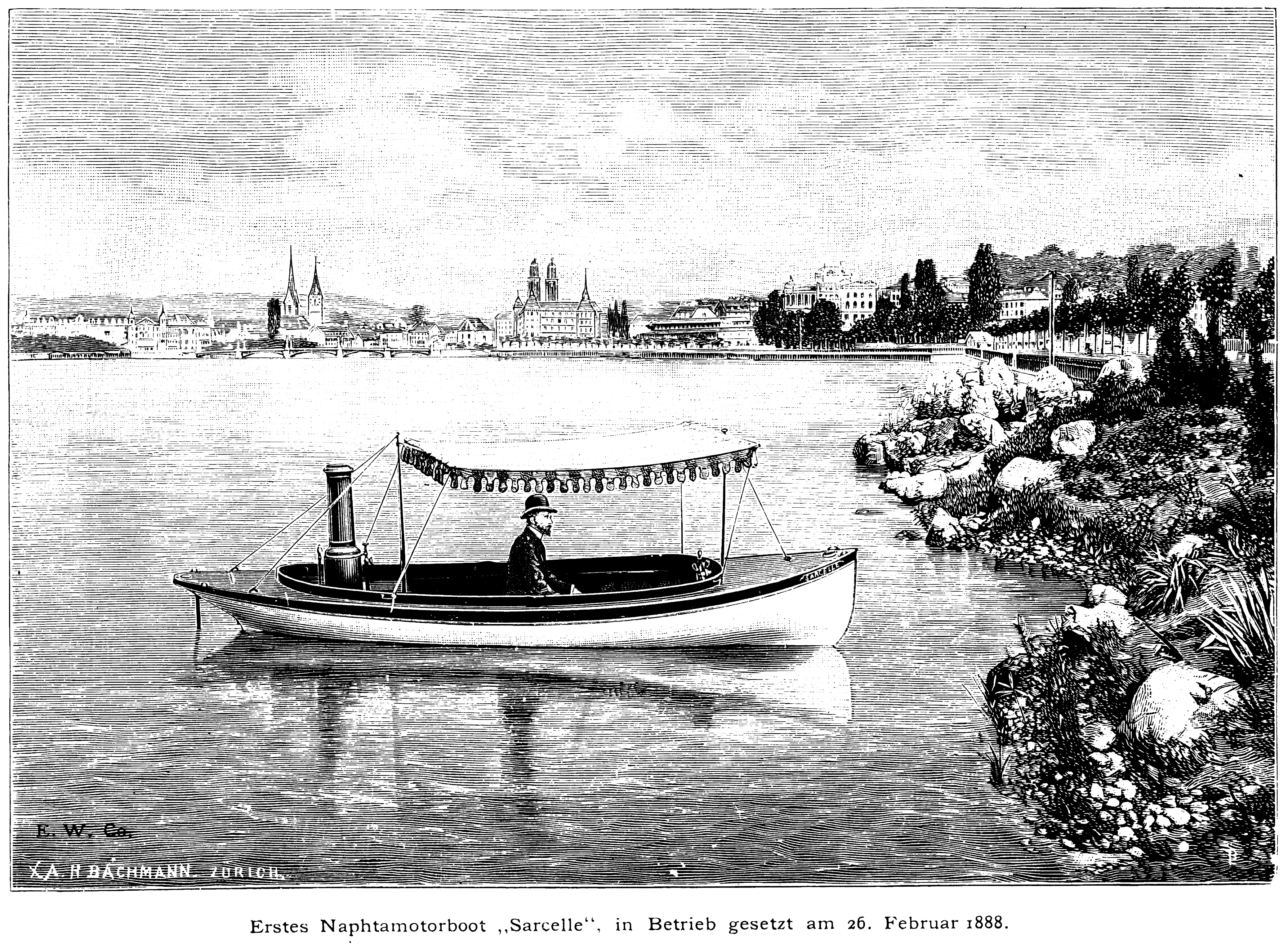
Världens första naftaslup Sarcelle, från företaget Escher Wyss & Cie., 1888

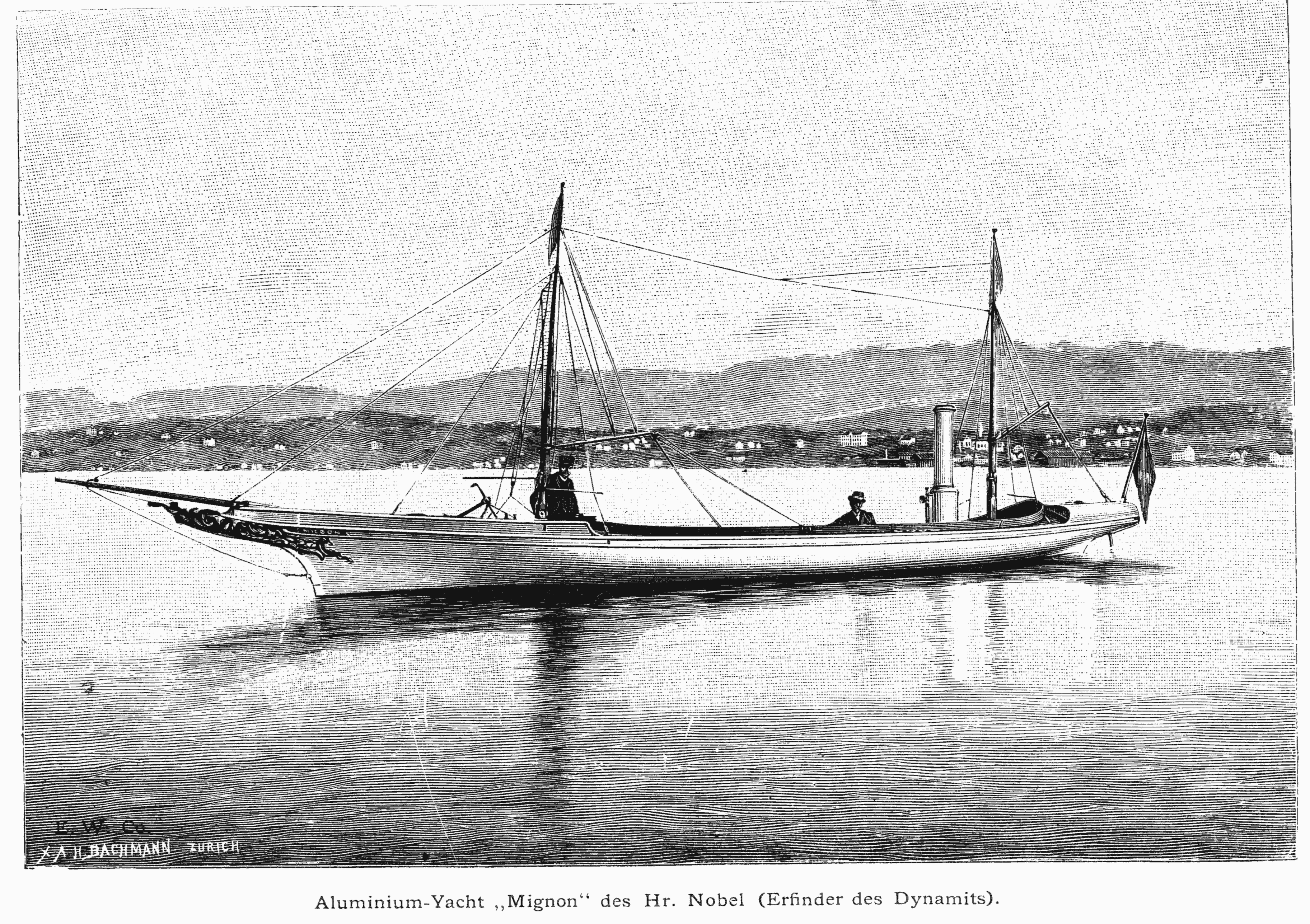
Alfred Nobels naftaslup Mignon med aluminiumskrov, 1888

## Alfred Nobels naftaslup Mignon
Alfred Nobels aluminiumslup Mignon från 1892 var utrustad med en naftamaskin från den schweiziska firman Escher Wyss AG som 1888 kompletterade sitt utbud av ångmaskiner med naftamaskiner. Dessa byggdes dock endast i effekter mellan två och sex hkr och ville man ha exempelvis 20 hkr fungerade ångmaskinen bättre.
Hos Escher Wyss naftamaskiner var pannan integrerad med maskin och skorsten i en enda sammanbyggd enhet som direkt kunde monteras i en mindre båt.
Särskilt framhölls den snabba och väderoberoende starten - endast ett par minuter från kallt var maskineriet färdigt att tas i drift och man behövde ej riskera att smutsa ned sig.
Vid start, innan tryck fanns i pannan drevs brännaren med nafta från en trycktank på samma sätt som hos en brännare från Primus. Det var också luft från detta system (och således ej brandfarlig ånga) som användes till visslan ombord.